# Cantonul Le Chesnay
Cantonul Le Chesnay este un canton din arondismentul Arondismentul Versailles, departamentul Yvelines, regiunea Île-de-France, Franța.

## Comune
- Le Chesnay (reședință)
- Rocquencourt